# Karl A. Wolf
Karl August Wolf (* 21. Januar 1904 in Siebeldingen, Pfalz; † 4. August 1976 in Heidelberg) war ein deutscher Physiker, der sich vor allem mit Polymer-Physik befasste.

## Leben
Karl August Wolf wurde als Sohn des Weingutsbesitzers Karl Wolf und dessen Frau Louise Wolf geb. Thouvenin geboren. Er besuchte das Gymnasium in Landau in der Pfalz und studierte 1922 bis 1927 an der Ludwig-Maximilians-Universität München, wo Arnold Sommerfeld, Oskar Perron, Richard Willstätter und Heinrich Otto Wieland zu seinen Lehrern zählten und er 1927 summa cum laude bei Wilhelm Wien promoviert wurde. Thema seiner Dissertation war die Druckabhängigkeit der Dielektrizitätszahl von Gasen und Dämpfen. Anschließend arbeitete er bei der BASF (anfangs als Mitarbeiter von Hermann Mark), bei der er in Ludwigshafen ab 1948 die Mess- und Prüfabteilung leitete, die er zu internationalem Ansehen führte und die sich insbesondere mit Mess- und Prüftechniken für Kunststoffe befasste. 1964 wurde er Leiter der Abteilung Kernforschung im Bundesforschungsministerium, konnte diese Aufgabe aber aus gesundheitlichen Gründen nur ein Jahr wahrnehmen. Er war seit 1957 Honorarprofessor an der Universität Heidelberg, wo er auch wohnte.
1952/53 und 1955 (als er nach dem vorzeitigen Ableben von Richard Becker einsprang) war er Präsident der Deutschen Physikalischen Gesellschaft. Darin spiegelt sich sein Engagement in der Wissenschaftsorganisation gleich nach dem Zweiten Weltkrieg wider. Er baute mit Walther Bothe und Erich Regener die Physikalische Gesellschaft in Baden, Württemberg und der Pfalz auf und betrieb den Zusammenschluss der deutschen physikalischen Gesellschaften. In seine Präsidentschaft bei der DPG fiel die Wiederaufnahme internationaler Kontakte der DPG und die Gründung von deren Fachgremien. Er war auch Mitgründer der Vereinigung Deutscher Wissenschaftler und setzte sich für gesellschaftliche Verantwortung der Forschung ein. Außerdem war er Mitglied der New York Academy of Sciences.
1931 heiratete er Hilde Koch, mit der er zwei Söhne und zwei Töchter hatte.

## Schriften
- als Hrsg. mit Rudolf Nitsche: Struktur und physikalisches Verhalten der Kunststoffe. Band 1. Springer, 1962, Band 2 mit Paul Nowak: Praktische Kunststoffprüfung. Springer, 1961.